# 2024-es FIFA Interkontinentális Kupa
A 2024-es FIFA Interkontinentális Kupa (szponzorációs okokból hivatalos nevén FIFA Interkontinentális Kupa Katar 2024, amelyet a Aramco mutat be) a FIFA Interkontinentális Kupa első kiadása volt, egy FIFA által szervezett éves klublabdarúgó torna. A tornán az a hat csapat vett részt, amelyek az egyes FIFA-konföderációkban megnyerték a kontinensbajnokságok előző kiadását, és egyetlen kieséses ágon játszottak egymással. 2024. szeptember 22. és december 18. között rendezték meg. Az első két mérkőzést az egyes mérkőzéseken részt vevő csapatok stadionjában játszották, a fennmaradó hármat (beleértve a döntőt) pedig Katarban, semleges helyszínen játszották.
A torna nagy vonalakban megtartja a FIFA-klubvilágbajnokság korábbi éves változatainak formátumát, amelyet kibővítettek és négyévente megrendezésre kerülő tornává szerveztek át, további nevezők, kivéve a kezdeti fordulók helyszínváltozásait.

## Csapatok
| Csapat                           | Szövetség              | Kvalifikáció módja                           | Dátum                  |
| A döntőben csatlakozik           | A döntőben csatlakozik | A döntőben csatlakozik                       | A döntőben csatlakozik |
| -------------------------------- | ---------------------- | -------------------------------------------- | ---------------------- |
| Real Madrid                      | UEFA                   | A 2023–2024-es UEFA-bajnokok ligája győztese | 2024. június 1.        |
| A második fordulóban csatlakozik |                        |                                              |                        |
| el-Ahlí                          | CAF                    | A 2023–2024-es CAF-bajnokok ligája győztese  | 2024. május 25.        |
| Pachuca                          | CONCACAF               | A 2024-es CONCACAF-bajnokok kupája győztese  | 2024. június 1.        |
| Botafogo                         | CONMEBOL               | A 2024-es Copa Libertadores győztese         | 2024. november 30.     |
| Az első fordulóban csatlakozik   |                        |                                              |                        |
| el-Ajn                           | AFC                    | A 2023–2024-es AFC-bajnokok ligája győztese  | 2024. május 18.        |
| Auckland City                    | OFC                    | A 2024-es OFC-bajnokok ligája győztese       | 2024. május 24.        |

## Helyszínek
| Egyesült Arab Emírségek  | Egyiptom                  | Katar                    | Katar                    |
| ------------------------ | ------------------------- | ------------------------ | ------------------------ |
| El-Ajn                   | Kairó                     | Doha                     | Loszaíl                  |
| Hazza Bin zayed Stadion  | Kairói Nemzetközi Stadion | 974 Stadion              | Loszaíli Nemzeti Stadion |
| Befogadóképesség: 25 053 | Befogadóképesség: 75 000  | Befogadóképesség: 44 089 | Befogadóképesség: 88 966 |
|                          |                           |                          |                          |

1. ↑  mint klub-világbajnokságként a régi lebonyolítása
2. ↑  FIFA Interkontinentális Kupa 2024 stadionjai felfedve. FIFA, 2024. november 12. (Hozzáférés: 2024. november 14.)
3. 1 2  Sablon:Sajtóközlemény idézése